# Virgilio Cabanellas Ferrer
Virgilio Cabanellas Ferrer   (Pozo Estrecho, 1873 - Madrid, 19 d'octubre de 1954) va ser un militar espanyol procedent de l'arma de cavalleria.

## Biografia
Cabanellas Ferrer va néixer en 1873, en el si d'una família amb llarga tradició militar. Era fill de Virgilio Cabanellas Tapia, oficial d'infanteria de marina, i Clara Ferrer Rittwagen. Un dels seus germans, Miguel, també era militar i tindria un paper destacat al començament de la guerra civil espanyola.
El 30 d'agost de 1888 ingressà en l'Acadèmia d'Infanteria de Toledo. Després de llicenciar-se fou enviat a diversos destins fins que anà al Marroc, on participaria en la Guerra del Rif. En 1922 ja tenia el rang de coronel i manava una unitat de Caçadors de Tetuan. Quatre anys després va ascendir a general de brigada. i en 1930 va ascendir al rang de general de divisió. Poc després de proclamar-se la Segona República, fou nomenat comandant general de Balears i en 1932 cap de la I Divisió Orgànica.
El juliol del 1936 seguia al comandament de la I Divisió Orgànica, que tenia la seva capçalera en la vila de Madrid i abastava les províncies de Badajoz, Madrid, Toledo, Ciudad Real, Conca i Guadalajara. També era cap de la II Inspecció General de l'Exèrcit. Tal com ha assenyalat l'historiador Guillermo Cabanellas, el general Virgilio Cabanellas era partícip en la conspiració militar que pretenia derrocar al govern de la República. Encara que Virgilio Cabanellas no va arribar a unir-se a la revolta militar —a diferència del que va fer el seu germà Miguel, que va revoltar la V Divisió Orgànica de Saragossa—, el 18 de juliol el govern republicà el va destituir del comandament de la I Divisió. A més, Virgilio Cabanellas va ser baixa en l'exèrcit, i va passar la resta de la contesa a la presó, fins a l'entrada de l'Exèrcit franquista a Madrid al març de 1939.
Va morir a Madrid el 19 d'octubre de 1954, ostentant llavors el rang de Tinent general.

## Obres publicades
- La táctica en Cuba, África y Filipinas y en todo país cubierto y accidentado : (sorpresas, emboscadas e impedimentas) ... Cartagena Imp. de J. Requena, 1895.
- La guerra en Cuba : exploración militar o la antorcha del ejército en campaña  Cartagena Imp. de J. Requena, 1895.
- La nueva guerra: (Exploración extrema) Servicio avanzado. Atalayas Volantes y reconocimientos militares.
- De la campaña de Yebala en 1924: Asedio y defensa de Xauen.